# Centre sportif de Colovray
Das Centre sportif de Colovray ist ein Sportzentrum in der Schweizer Gemeinde Nyon. Es ist die Heimspielstätte des seit der Saison 2023/24 in der Challenge League spielenden Stade Nyonnais und der Rugby-Union-Mannschaft des Nyon RC, der sechsfacher Schweizer Meister ist.
Das Centre sportif de Colovray besteht aus dem Stade de Colovray, einem Fussballstadion mit Leichtathletikanlage mit 7'200 Plätzen, davon 860 Sitzplätze, sowie drei Natur- und zwei Kunstrasenplätzen. Der Hauptsitz des europäischen Fussballverbandes UEFA liegt in unmittelbarer Nähe zum Sportkomplex am Ufer des Genfersees.
Die höchste Zuschauerzahl wurde am 29. Juli 2001 verzeichnet, als 6'800 Zuschauer die Partie zwischen Stade Nyonnais und Real Madrid verfolgten. Auch beim im Juli 2023 ausgetragenen Freundschaftsspiel gegen den FC Everton waren über 6000 Zuschauer anwesend. Im Stadion wurde der Final der U-19-Fussball-Europameisterschaft 2004 ausgespielt. Von 2008 bis 2013 fanden im Centre sportif die Endrunden um die U-17-Fussball-Europameisterschaft der Frauen statt.
Während der Fussball-Europameisterschaft 2008 trainierte die türkische Nationalmannschaft im Centre sportif. Auch die argentinische Männermannschaften bereitete sich in Nyon auf ein Test-Spiel vor – mit, unter anderem, Lionel Messi, Ángel Di María.
Die Spielstätte von Stade Nyonnais ist jährlich im Frühjahr Austragungsort der Halbfinalspiele und des Endspiels der UEFA Youth League, die 2013/14 in ihre erste Saison ging. Sämtliche Endrunden/Finalspiele wurden seither bis 2022 in Nyon ausgetragen.
In der  Saison 2019/20 war das Centre sportif de Colovray das Heimstadion des FC Stade Lausanne-Ouchy, dessen eigentliche Heimstätte der Challenge League nicht genügt und der seit der Saison 2023/24 erstmals in der Super League spielt.